# Miracle Goodnight
Miracle Goodnight è singolo del cantautore britannico David Bowie, pubblicato nel 1993 ed estratto dall'album Black Tie White Noise.

## Tracce
- 7" (Paesi Bassi)

1. Miracle Goodnight – 4:14
2. Looking for Lester – 5:36

- CD (Paesi Bassi)

1. Miracle Goodnight – 4:14
2. Miracle Goodnight (2 Chord Philly Mix) – 6:22
3. Miracle Goodnight (Masereti Blunted Dub) – 7:40
4. Looking for Lester – 5:36

## Video
Il videoclip della canzone è stato diretto da Matthew Rolston.